# Коста Тодоров
Вижте пояснителната страница за други личности с името Коста Тодоров.
Коста Василев Тодоров с псевдоним Franz е български революционер, дипломат, политик и журналист.

## Биография

### Ранни години (1889 – 1904)
Тодоров е роден в 1889 година в Москва в семейството на офицера капитан Васил Тодоров, емигрирал от България след провала на Деветоавгустовския преврат през 1886 година. Майка му, Елена Пападеру, е с произход от остров Крит, а баща ѝ е участник в освободителното движение на Крит, както и брат ѝ. Брат му Кирил загива при обсадата на Одрин, а брат му Васил е убит като кадет в Русия, участник в Доброволческата армия на генерал Сергей Марков през 1918 г.
През есента на 1895 година след нормализацията на руско-българските отношения семейството му се връща в България и се установява във Варна, където Тодоров учи. Заминава за Русия, в Южнославянския пансион в град Николаев, за да се подготви за влизане в кадетския корпус, но се връща след няколко месеца и се записва във Военното училище в София. Оттам е изключен за лошо поведение. През 1904 година постъпва във Втора мъжка гимназия в София, но на следващата година е изключен.

### Във ВМОРО (1905 – 1906)
Влиза в анархистки кръжок, където се запознава с дейците на Вътрешната македоно-одринска революционна организация Михаил Герджиков и Петко Пенчев, които го привличат към македоно-одринското освободително движение.
През лятото на 1905 година Коста Тодоров постъпва в четата на войвода Петър Самарджиев и като негов секретар и на 6 юли навлиза в Македония. В четата влизат още братята Ангел и Йордан, Васил Пачеджиев от Баня, Гюро, Василев, Бишеков, а по-късно към четата на Самарджиев се присъединяват и Душо Желев, чиято чета е разбита, както и четата на войводата Христо Симеонов. Със Самарджиев действа няколко месеца в Струмишко и Тиквешко и на няколко пъти участва в сблъсъци с османски военни части. Участва в залавянето и екзекутирането на тиквешкия каймакамин албанеца Ибрахим ага, за което Коста Тодоров получава задочна смъртна присъда от военния съд в Солун и е обявена награда от 200 лири за главата му.
През зимата се връща в София, откъдето Иван Гарванов го изпраща в Цариград за свръзка между ВМОРО и Арменската революционна федерация, подготвяща поредния атентат срещу султан Абдул Хамид ІІ. Тодоров пристига в османската столица и прекарва там няколко месеца, но преследван от властите, е принуден да бяга на руски кораб, с който се завръща в България.

### В Русия (1906 – 1913)
През януари 1906 година Тодоров заминава за Одеса, за да учи в Новорусийския университет. След пристигането си в Русия става член на Партията на социалистите революционери и оглавява една от терористичните ѝ групи. Скоро обаче е заловен от властите при неуспешен заговор за убийството на председателя на Одеския военен съд. Осъден е на смърт, но като непълнолетен е помилван и присъдата е заменена с 8 години затвор.
В затвора участва в два неуспешни опита за бягство, в опит за убийство на съкилийник, агент-провокатор, побои над надзиратели. Професор Евгений Шчепкин успява да му издейства да следва задочно история в Одеския университет. След излизането си на свобода Тодоров полага необходимите изпити и се дипломира.
При избухването на Балканската война през октомври 1912 година, Коста Тодоров подава молба да бъде освободен, за да участва във войната, но му е отказано. През декември 1913 година е освободен предсрочно след ходатайство на новоназначения български пълномощен министър в Санкт Петербург, приятел на баща му и негов кръстник, генерал Радко Димитриев.

### На френска служба (1915 – 1918)
След като се връща в София, Коста Тодоров започва да сътрудничи на опозиционния русофилски вестник „Балканска трибуна“, близък до Народната партия. Пуска карикатури, осмиващи цар Фердинанд I и премиера д-р Васил Радославов, заради които е съден по Закона за защита на особата.
Успява да избяга с фалшив паспорт в Белгия, където възнамерява да следва право. След избухването на Първата световна война на 28 юли 1914 година, Тодоров заминава за Франция, където се записва като доброволец в Чуждестранния легион. Отличава се в редица сражения, за което е награден с орден за храброст и Почетния легион.
След намесата на България на страната на Централните сили през октомври 1915 година, през май 1916 година Тодоров е командирован в Солун при командващия съглашенските войски на Солунския фронт генерал Морис Сарай и получава задача като шпионин да проникне в българските позиции. Самият Тодоров в спомените си обяснява, че имал задача да представи на началника на Генералния щаб на българската армия генерал Константин Жостов предложение от Сарай за взаимноизгоден сепаративен мир. Но на едно съдебно дело от 1933 година между него и Александър Оббов срещу издателя на „Зора“ Данаил Крапчев свидетели изнасят сведения, че Тодоров е предлагал шпионаж и на българското военно разузнаване. С френски самолет Тодоров каца зад фронтовата линия и успява да се придвижи до щаба в Кюстендил, където обаче е арестуван. Съден е за шпионаж и държавна измяна, но е оправдан поради липса на доказателства, благодарение на адвоката си генерал Димитър Мететелов. На 15 септември 1916 година е осъден на три и половина години, заради отклонение от военна служба.
В Централния софийски затвор Тодоров се сближава със земеделските лидери Александър Стамболийски и Райко Даскалов и народолиберала д-р Никола Генадиев. Тодоров участва в сондажите за преврат от 1917 година, поради което за известно време е изолиран в Шуменския затвор.

### Дипломат на Стамболийски (1919 – 1923)
След капитулацията на България, на 7 октомври 1918 година Тодоров е освободен. Заедно с Христо Силянов и Коста Списаревски редактира списание „Сила“, близко до Прогресивнолибералната партия. През юни 1919 година се жени за цигуларката Надежда Узунова, с която в 1920 година имат син Кирил, чиято дъщеря е певицата Камелия Тодорова, а в 1922 година – дъщеря Татяна. През юли Тодоров е изпратен от правителството на Теодор Теодоров на мирните преговори в Париж, без обаче да бъде включен в официалната българска делегация. Целта му е да повлияе върху негативно настроения към България френски печат. След подписването на Ньойския договор на 27 ноември 1919 година Тодоров остава още известно време в Париж, за да преговоря за по-бързо освобождаване на българските военнопленници.
След това е назначен от премиера Александър Стамболийски за секретар в Министерството на външните работи. През октомври 1920 година е изпратен като пълномощен министър в Белград и се опитва да провежда новата политика на Стамболийски за сближаване с Югославия, заради което си навлича гнева на ВМРО. През 1922 и 1923 година участва в българската делегация на Генуезката и Лозанската конференция, както и в сесиите на Обществото на народите.

### В ЗП на БЗНС (1923 – 1933)
Заварен от Деветоюнския преврат от 1923 година в Швейцария, Тодоров подава оставка от заеманите дипломатически постове и заминава за Прага, където бившият пълномощен министър в Чехословакия Райко Даскалов сформира Задгранично представителство на БЗНС, което има основна задача да свали насилствено новата власт в София. След убийството на Даскалов от Йордан Цицонков, представителството е оглавено от Оббов и Тодоров. През следващите месеци те водят и преговори за евентуални съвместни действия с Коминтерна и Българската комунистическа партия, но преговорите вървят трудно, тъй като самите комунисти ги смятат за неособено ентусиазирани и надеждни партньори.
Две години и половина Коста Тодоров обикаля редица европейски столици, за да търси средства и поддръжка. Успява да събере значителна сума пари – самият той казва „милиони френски франкове“. През 1924 година ЗП на БЗНС сключва с правителството в Белград споразумение, в което се предвижда югославско нападение над България в подкрепа на бъдещото земеделско въстание. В крайграничните райони Тодоров събира и въоръжава няколкостотин емигранти в сътрудничество със сръбския четнишки войвода Илия Бирчанин. Същевременно финансира терористични акции в България и разбойническите банди на Нешо Тумангелов и Дочо Узунов. Подпомага действията на Македонската федеративна организация в борбата ѝ с ВМРО. През втората половина на 1924 г. изпраща на Ахмед Зогу финансова помощ и хора, с които Зогу успява да свали правителството на Фан Ноли.
В началото на 1924 година Тодоров и Стефан Цанов посещават Москва и там подписват с представителите на Коминтерна Георги Димитров и Васил Коларов споразумение за подготовка на общо въстание. След това обаче Тодоров и Оббов прекъсват контактите си с комунистите и влизат в конфликт с прокомунистически настроените бивши министри в Прага Христо Стоянов и Недялко Атанасов, който през март 1925 година става открит.
Към края на годината ЗП на БЗНС се отказва от подготовката на въстание. Тодоров продължава да търси пари и да води борбата срещу правителството в България, но вече предимно на страниците на европейския печат. В 1926 година получава задочна смъртна присъда и конфискация на имуществото. Пише за сръбски вестници и работи като като посредник на сръбски износители. Получава френски паспорт. През 1928 година с негова финансова помощ в София започва да излиза вестник „Пладне“, около който се оформя ядро на недоволни от политиката на ръководството на БЗНС „Врабча 1“ земеделци.
През 1927 – 1928 година Тодоров посещава САЩ, където развива дейност сред българската и сръбската емиграция за изграждане на общ южнославянски блок.

### Легална политическа дейност (1933 – 1938)
На 5 март 1933 година Тодоров и Оббов се връщат в България след амнистията за земеделците-емигранти, обявена от правителството на Народния блок на 6 януари. В България Тодоров влиза в ръководството на присъединява към БЗНС „Александър Стамболийски“ (Пладне), отцепил се през 1932 година от БЗНС „Врабча 1“. Пише във вестник „Пладне“ и критикува и управляващия Народен блок, в който влиза БЗНС „Врабча 1“, и дясната опозиция. Тодоров иска дълбоки стопански и социални реформи, налагане на корпоративен модел на управление и външна политика на сближение с Франция и Югославия.
БЗНС „Александър Стамболийски“ (формално разпуснат) и Тодоров приветстват Деветнадесетомайския преврат в 1934 година – политиката на сближаване с Югославия, реформи в политическата система, идеите за корпоративно управление, забраната на ВМРО, опита да се ограничи властта на монарха.
След отстраняването на звенарите от властта през януари 1935 година Тодоров и Пладне отново са в опозиция.
След разцеплението в БЗНС „Александър Стамболийски“ и напускането на Христо Стоянов, Недялко Атанасов и Александър Оббов, разочарован Тодоров заминава за Париж. През декември 1936 година се завръща за кратко в България заради готвеното Демократично споразумение за предстоящите местни избори между Пладне, Петорката, Демократическата партия и БКП. В 1937 година посещава републиканска Испания. Връща се в България през пролетта на 1938 година в България за изборите за ХХІV ОНС, но е интерниран в Ямбол и през май е принуден да напусне България.

### В емиграция (1938 – 1947)
До края на годината Тодоров обикаля Париж, Прага и Белград. След Мюнхенското споразумение Тодоров връща френския си медал в знак на протест. В началото на 1939 година заминава за Съединените щати, където отваря сладкарница във Вашингтон.
През март 1941 година Тодоров осъжда влизането на България в Тристранния пакт. Пише писмо на британския премиер Уинстън Чърчил, в което предлага „услугите си като войник“. В средата на 1941 година след неколкомесечно пътешествие през Тихия океан стига до Йерусалим, където се среща с д-р Г. М. Димитров и Димитър Мацанкиев и участва в заседанията на Националния комитет, създаден от Гемето. После пристига в Лондон, а през февруари 1942 година се връща в САЩ. Тодоров и Мацанкиев са осъдени задочно на смърт в България.
В края на 1946 година Тодоров се среща с Гемето във Вашингтон. Умира на 11 януари 1947 година в Париж.